# ده‌نو (استبرق)
ده‌نو، روستایی در دهستان استبرق از توابع بخش مرکزی شهرستان شهربابک در استان کرمان است.